# Matriu de Toeplitz
En àlgebra lineal, una matriu de Toeplitz o matriu de constants diagonals, anomenada després d'Otto Toeplitz, és una matriu en la qual cada diagonal descendent d'esquerra a dreta és constant. Per exemple, la matriu següent és una matriu de Toeplitz:
{\displaystyle \qquad {\begin{bmatrix}a&b&c&d&e\\f&a&b&c&d\\g&f&a&b&c\\h&g&f&a&b\\i&h&g&f&a\end{bmatrix}}.}
Qualsevol matriu {\displaystyle A} {\displaystyle n\times n} de la forma
{\displaystyle A={\begin{bmatrix}a_{0}&a_{-1}&a_{-2}&\cdots &\cdots &a_{-(n-1)}\\a_{1}&a_{0}&a_{-1}&\ddots &&\vdots \\a_{2}&a_{1}&\ddots &\ddots &\ddots &\vdots \\\vdots &\ddots &\ddots &\ddots &a_{-1}&a_{-2}\\\vdots &&\ddots &a_{1}&a_{0}&a_{-1}\\a_{n-1}&\cdots &\cdots &a_{2}&a_{1}&a_{0}\end{bmatrix}}}
és una matriu de Toeplitz. Si el {\displaystyle i,j} element de {\displaystyle A} es denota {\displaystyle A_{i,j}} llavors tenim
{\displaystyle A_{i,j}=A_{i+1,j+1}=a_{i-j}.}
Una matriu de Toeplitz no és necessàriament quadrada.

## Resolució d'un sistema Toeplitz
Una equació matricial de la forma
{\displaystyle Ax=b}
s'anomena sistema Toeplitz si {\displaystyle A} és una matriu de Toeplitz. Si {\displaystyle A} és un {\displaystyle n\times n} Toeplitz matriu, llavors el sistema té com a màxim només {\displaystyle 2n-1} valors únics, més que {\displaystyle n^{2}}. Per tant, podríem esperar que la solució d'un sistema Toeplitz fos més fàcil, i de fet és així.
Els sistemes Toeplitz es poden resoldre mitjançant algorismes com l'algoritme de Schur o l'algoritme de Levinson en {\displaystyle O(n^{2})} temps. S'ha demostrat que les variants d'aquest últim són feblement estables (és a dir, presenten estabilitat numèrica per a sistemes lineals ben condicionats). Els algorismes també es poden utilitzar per trobar el determinant d'una matriu de Toeplitz {\displaystyle O(n^{2})} temps.
Una matriu de Toeplitz també es pot descompondre (és a dir, factoritzar) en temps {\displaystyle O(n^{2})}. L'algorisme de Bareiss per a una descomposició LU és estable. Una descomposició LU proporciona un mètode ràpid per resoldre un sistema Toeplitz, i també per calcular el determinant.

## Propietats generals
- An La matriu de Toeplitz es pot definir com una matriu on , per a constants. El conjunt de Les matrius de Toeplitz són un subespai de l'espai vectorial de matrius (sota suma matricial i multiplicació escalar).
- Es poden afegir dues matrius de Toeplitz temps (emmagatzemant només un valor de cada diagonal) i multiplicat per temps.
- Les matrius de Toeplitz són persimètriques. Les matrius de Toeplitz simètriques són tant centrosimètriques com bisimètriques.
- Les matrius de Toeplitz també estan estretament relacionades amb les sèries de Fourier, perquè l'operador de multiplicació per un polinomi trigonomètric, comprimit a un espai de dimensions finites, es pot representar amb aquesta matriu. De la mateixa manera, es pot representar la convolució lineal com a multiplicació per una matriu de Toeplitz.
- Les matrius de Toeplitz es desplacen de manera asimptòtica. Això significa que es diagonalitzen en la mateixa base quan la dimensió de fila i columna tendeix a l'infinit.

- Per a les matrius de Toeplitz simètriques, hi ha la descomposició

{\displaystyle {\frac {1}{a_{0}}}A=GG^{\operatorname {T} }-(G-I)(G-I)^{\operatorname {T} }}
on és la part triangular inferior de {\displaystyle {\frac {1}{a_{0}}}A}.
- La inversa d'una matriu de Toeplitz simètrica no singular té la representació {\displaystyle A^{-1}={\frac {1}{\alpha _{0}}}(BB^{\operatorname {T} }-CC^{\operatorname {T} })}

on i són matrius de Toeplitz triangulars inferiors i és una matriu triangular estrictament inferior.